# Hotel Raffles

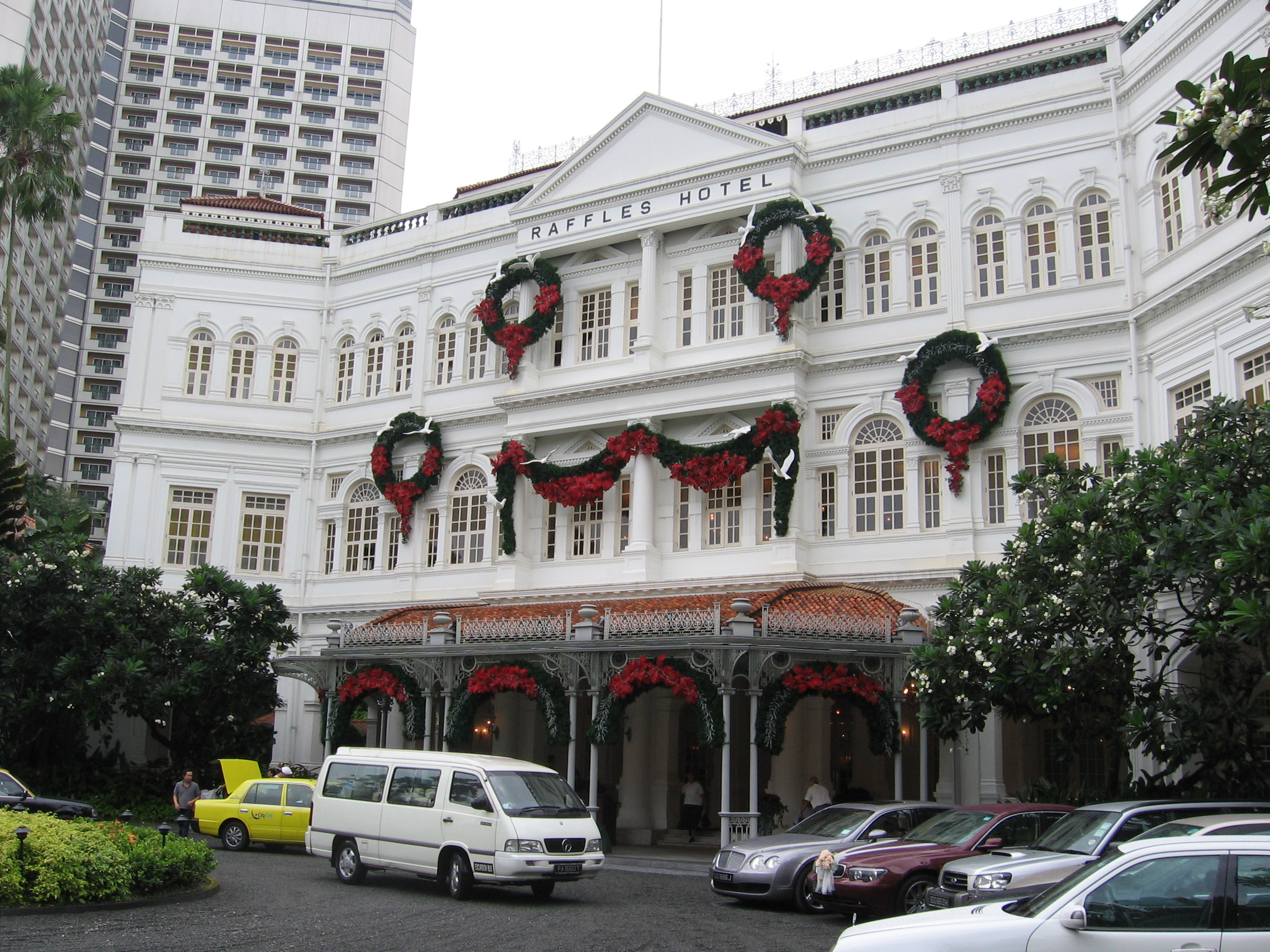
Hotel Raffles en Singapur

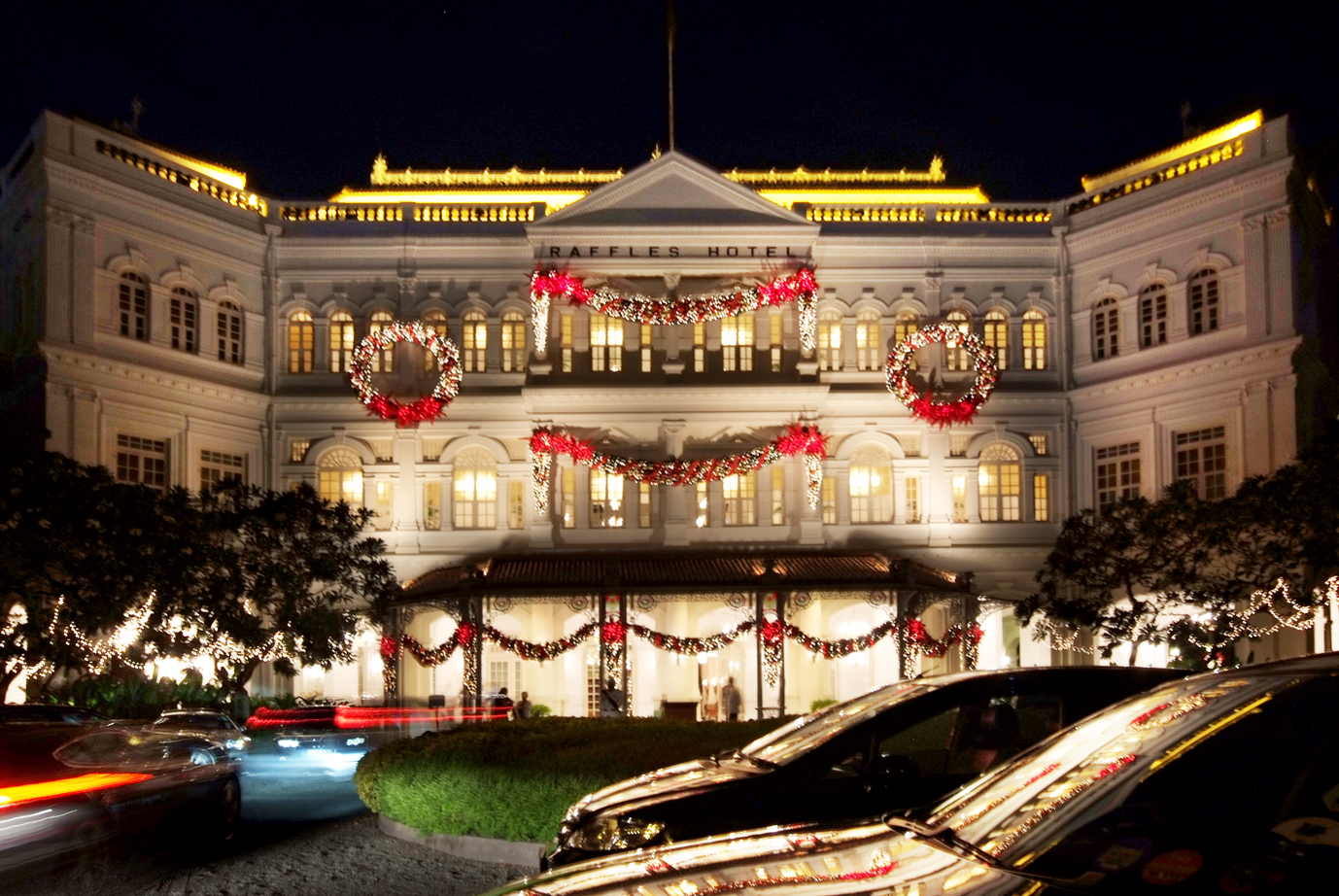
El hotel de noche

El Hotel Raffles es un hotel de estilo colonial en Singapur que data de 1887. Es administrado por Raffles International y conocido por su lujoso alojamiento y excelentes restaurantes. El hotel alberga un jardín tropical, un museo y un teatro.
Fue nombrado en honor a Thomas Stamford Raffles, fundador de la ciudad.

## Historia
El hotel fue fundado en 1887 cuando abrió 10 habitaciones de tipo colonial en Beach Road y Bras Bashad Road propiedad de una familia de comerciantes armenios. La ubicación original era frente al mar. Diseñado por el arquitecto Alfred Regent John Bidwall el edificio principal del actual Hotel Raffles se completó en 1899.
Continúa en expansión con la adición de una terraza, un salón de baile, un bar y una sala de billar. En 1931 el hotel entró en quiebra y en 1933 recuperó su posición habitual. Durante la Segunda Guerra Mundial paso a denominarse el Rafles Syonan Ryokan incorporando Syonan (luz del sur) el nombre japonés de los ocupados en Singapur y Ryokan el nombre de una posada tradicional japonesa.
El hotel sobrevivió a la guerra a pesar de las dificultades que enfrentó Singapur. El 16 de septiembre de 2007 celebró su 120.° aniversario.